# Uno, dos: Bandera
Uno, Dos: Bandera es el tercer y último álbum de la banda mexicana de Hip-Hop: Control Machete. 
Tras la salida de Fermin IV, los otros miembros de la banda, Pato y Toy, conformaron un implacable dúo, ambos tomaron el control de una nueva etapa que fue resumido en el título del álbum: Uno (Toy), Dos (Pato): Bandera, nombre de su tercera placa, producida por Jason Roberts y que marcaría su esperado regreso  luego de cuatro años y medio de silencio.
En apoyo al dúo se puede encontrar la participación, como invitados especiales, de personajes musicales como Randy (Molotov), Natalia Lafourcade, Homero (Inspector), Erick Wilson (Sublime/Long Beach Dub All Stars), Blanquito Man (King Chango), Anita Tijou (Makiza), Los Caballeros del Plan G y Sekreto.
El disco fue lanzado al mercado el 11 de noviembre del 2003.

## Canciones
1. "Bandera"
2. "Bien, Bien"
3. "Como Ves" - con Anita Tijoux de Makiza
4. "Paciencia"
5. "Toda la Casa"
6. "Nostalgia"
7. "En el Camino (con Caballeros del Plan G y Sekreto)"
8. "El Apostador" - Con  Natalia Lafourcade
9. "De"
10. "Ahora" - con Randy Ebright de Molotov
11. "Nociones (En Alta)"
12. "Verbos"
13. "El Genio del Dub" - cover de Los Fabulosos Cadillacs

- Datos: Q6157211